# Estación de Belfast Lanyon Place
Belfast Lanyon Place (anteriormente Belfast Central) es una estación de ferrocarril que sirve a la ciudad de Belfast en Irlanda del Norte. Es una de las cuatro estaciones ubicadas en el centro de la ciudad de Belfast, las otras son York Street, City Hospital y Botanic.
Ubicado en East Bridge Street en la ciudad, Lanyon Place es el término norte del servicio transfronterizo Enterprise a Dublin Connolly, que sale cada dos horas. Además de este servicio, Lanyon Place también es servida por Northern Ireland Railways, que opera rutas a otros lugares en Irlanda del Norte, incluidos Derry, Bangor, Portadown y Larne.

## Historia
La estación se abrió como Belfast Central el lunes 26 de abril de 1976, a pesar de estar ubicada más lejos del centro de la ciudad de Belfast que la estación Great Victoria Street. El primer gerente de la estación fue el Sr. John Johnston.
En la década de 1990, quedó claro que las instalaciones de la estación necesitaban mejoras. Un importante programa de renovación comenzó en 2000 y se completó en 2003.
En febrero de 2018, Translink anunció que Belfast Central se sometería a un lavado de cara. Esto vería el hall de entrada y la fachada de East Bridge Street completamente rediseñado. En el interior, se reconstruiría la sala de venta de billetes y se proporcionarían nuevas tiendas y restaurantes. Un muelle de Belfast Bikes también se incluirá en la estación rediseñada.
Como parte del rediseño, Belfast Central pasó a llamarse Lanyon Place el 1 de septiembre de 2018. Esto es a pesar del hecho de que, estrictamente hablando, la estación no se encuentra allí, sino en East Bridge Street.
Se espera que el Enterprise se traslade de Lanyon Place al nuevo centro de transporte en Grand Central una vez que se complete el proyecto.